# 瀬下清
瀬下 清（せじも きよし、1874年9月18日 - 1938年9月24日）は日本の銀行家。三菱銀行元会長。

## 来歴
長野県佐久郡三塚村（現佐久市）に代々庄屋を務めた豪農の瀬下七兵衛の三男として生まれ、親族の瀬下起十の養子となる。6歳で上京し、東京英語学校、大手町商業予備門に学び、明治26年（1893年）東京高等商業学校（現一橋大学）附属主計学校卒業。第百九国立銀行に入行し、同28年（1895年）三菱合資会社銀行部に移る。同神戸支店長時代には灘の酒造メーカー「桜政宗」に破格の融資を行って立ち直らせた。また勧業銀行による森永製菓の救済も仲介した。2年間イギリスに留学し、大正8年（1919年）三菱合資会社銀行部が三菱銀行として分離独立すると、常務取締役に昇格した。昭和6年（1931年）、世界恐慌の影響により、長野県の信濃銀行が整理されたのを受け、六十三銀行と第十九銀行の合併を仲介し、現在の八十二銀行を発足させ、「信州財界の救世主」と称された。また郷里の旧制野沢中学（長野県野沢北高等学校）に化学実験室を、菩提寺の貞祥寺に図書室を寄贈した。
昭和13年9月24日永眠。享年65。墓所は青山霊園。

## 親族
- 長男の瀬下良夫（1914年-1998年7月25日）は英文学者で、洗足学園大学の教授を務めた。
- 二女漣は神崎勲の弟神崎平二長男の丈二に嫁いだ。三女克は波多野承五郎長男元武に嫁いだ。犬養智子は孫[4]。